# Голосящий КиВиН 1995
«Голося́щий КиВи́Н 1995» — первый музыкальный фестиваль команд КВН, который прошёл в Москве в декабре 1995 года.
Фестиваль прошёл в фойе МДМ в декабре 1995 года в преддверии выборов в Думу. Название «Голосящий КиВиН» придумал сам Масляков (об этом он рассказал в передаче «40 лет шутя»), но поскольку было понятно, что большее внимание будет оказано не музыке, а политике было решено первый фестиваль провести под названием «Голосующий КиВиН». Редакция не была уверена, отнесутся ли команды к новому мероприятию серьёзно, и в качестве стимула были учреждены призы — «КиВиНы», престижность которых резко возросла уже к следующему фестивалю.

## Команды
На самый первый фестиваль были приглашены 11 команд:
| Название                         | Город                  | Страна      | Порядок выступления | Количество участий на фестивале |
| -------------------------------- | ---------------------- | ----------- | ------------------- | ------------------------------- |
| БГУ                              | Минск                  | Беларусь    | 8                   | 1                               |
| Ворошиловские стрелки            | Луганск                | Украина     | 3                   | 1                               |
| ДГУ                              | Днепропетровск         | Украина     | 9                   | 1                               |
| Запорожье — Кривой Рог — Транзит | Запорожье — Кривой Рог | Украина     | 10                  | 1                               |
| Криворожская шпана               | Кривой Рог             | Украина     | 1                   | 1                               |
| Махачкалинские бродяги           | Махачкала              | Россия      | 5                   | 1                               |
| Одесские джентльмены             | Одесса                 | Украина     | 11                  | 1                               |
| Парни из Баку                    | Баку                   | Азербайджан | 7                   | 1                               |
| Сибирские богатыри               | Кемерово               | Россия      | 4                   | 1                               |
| СПбУЭиФ                          | Санкт-Петербург        | Россия      | 6                   | 1                               |
| Уральские пельмени               | Екатеринбург           | Россия      | 2                   | 1                               |

## Жюри
| ФИО              | Примечание                 |
| ---------------- | -------------------------- |
| Иван Демидов     | Вручал «КиВиНа в тёмном»   |
| Владимир Маркин  | Вручал «КиВиНа в золотом»  |
| Александр Цекало |                            |
| Лолита Милявская | Вручала «КиВиНа в светлом» |
| Валдис Пельш     |                            |

## Награды
- «Большой КиВиН в золотом» (за 1 место) — Махачкалинские бродяги
- «Большой КиВиН в светлом» (за 2 место) — ДГУ
- «Большой КиВиН в тёмном» (за 3 место) — Ворошиловские стрелки